# Hans Schack (generalløjtnant)
 Der er flere personer med dette navn, se Hans Schack.
Hans Christian Schack (1642 – 9. december 1706 på Iggenhausen ved Lippe) var en dansk officer.

## I svensk tjeneste
Han hørte til slægten Schacks pommerske (Prillwitzer) gren; hans forældre var Christian Sigismund Schack til Stolzenberg ved Stettin (1594-1657) og Anna von Ramin (død tidligst 1660). Faderen havde under Trediveårskrigen været svensk overkrigskommissær i Forpommern, og Hans Schack begyndte ligeledes sin løbebane i svensk tjeneste. I slaget ved Nyborg 1659 faldt han imidlertid i dansk fangenskab, og da der året efter blev sluttet fred, trådte han over i den danske hær.

## I dansk tjeneste
Først blev han fændrik i Lubbes' (Ruses) Regiment, men da han snart vandt sin navnefælle, feltherrens yndest ved sin "Maade at arbejde paa", ansatte denne ham som løjtnant i sit eget regiment; 1665 blev Schack kaptajn, 1675 major, 1676 generaladjudant hos kongen. Som sådan var det, at han bragte Griffenfeld budskabet om benådningen på skafottet. Endnu samme år blev Schack oberst for Fynske Infanteriregiment, deltog i Jacob Duncans tog til Halland og blev hårdt såret ved Fyllebro (17. august). I nogen tid var han så kommandant i Nyborg, men fratrådte stillingen i sommeren 1677 for ved et badested at søge helbredelse for sine sår, og da man kort efter ansatte ham som kommandant i Christiansstad, tog han sin afsked. Efter at være kommet sig tjente Schack et par år hos hertugen af Braunschweig-Wolfenbüttel, men vendte 1681 tilbage til Danmark og blev generalmajor og kommandant i København, fra 1688 tillige i Kastellet. Han blev også chef for et frikompagni til fods, som han ved mobiliseringerne 1683 og 1689 udvidede henholdsvis til en bataljon og til et regiment. Sidst anførte år blev han generalløjtnant og fik overbefalingen over det på Sjælland i anledning af krigsforberedelserne opbudte landeværn. 1686 var han derimod med ved overfaldet på Hamborg, 1693 ved belejringen af Ratzeburg. Ved siden af sine stillinger som kommandant og regimentschef beklædte han fra 1687 posten som direktør for Krigshospitalet og havde fra 1692 overkommandoen over Fortifikationsetaten i Danmark; desuden blev han jævnlig anvendt ved kommissionerne på Rådstuen. Et tegn på den anseelse, han nød, var det også, at han gentagende fik tilbud om på meget fordelagtige vilkår på ny at træde i brunsvigsk tjeneste, men at Christian V ikke ville give slip på ham; forholdet blev derfor ordnet således, at Schack 1695-97 den halve del af året var her og den anden halve i Braunschweig-Wolfenbüttel. 1698 udnævnte kongen ham til gehejmeråd i anledning af en sendelse til udlandet; allerede 1684 havde han givet ham Det hvide Bånd.

### Kommandant i København under krigsudbruddet
Ifølge hele sin stilling var Schack selvskreven til at indtræde i den kommission (Slotsloven), som Frederik IV, da han i maj 1700 rejste til hæren i Hertugdømmerne, indsatte for på Sjælland at have "Opsigt over alting". I juli måned, da krigsuvejret trak sammen over øen, var Schack Slotslovens fornemste medlem og i enhver henseende forsvarets naturlige leder. For en handlekraftig mand havde her nu været nok at tage fat på, selv om kongen hverken havde udrustet Slotsloven eller Schack som højstbefalende officer på øen med nogen virkelig myndighed, men på en såre uheldig måde havde forbeholdt sig selv den endelige afgørelse i stort og småt. Schack viste sig imidlertid som en mand uden initiativ og uden mod til at tage et ansvar. Hans utidige angst for at blotte hovedstaden gjorde, at den styrke, som han under Lave Hohendorf sendte ud for at afslå Carl XII's landgang ved Humlebæk (4. august), kom for sent; og efter at fjenden var kommet i land, var Schacks holdning lige så energiløs og vaklende. Københavns borgerskab beklagede sig over kommandanten til kongen og fik i hovedsagen medhold hos denne, der nu sendte storkansleren, grev Conrad Reventlow, til hovedstaden med fuldmagt til at handle i kongens navn. Med Reventlow fulgte bl.a. generalmajor Charles de Damas de Cormaillon, og denne gav den misstemning, der også blandt Schacks standsfæller herskede imod ham, luft i så utvetydige udtryk, at det på åben gade (Købmagergade) ville være kommet til tvekamp mellem de to generaler, som havde trukket sablen, dersom ikke storkansleren var kommet til og havde lagt sig derimellem. Schacks stilling var dog blevet ganske uholdbar, og i november samme år fik han, formelt efter ansøgning, men reelt i unåde, afsked fra alle sine embeder. Han drog til sine godser i Grevskabet Lippe, hvor han døde 9. december 1706. Disse godser havde han fået ved sit ægteskab (27. marts 1683) med Amalia Catharina Mauritzia von dem Brincke (24. august 1666 - 1752), datter af lippesk landråd, hofretsassessor i Oldenborg Otto von dem Brincke til Iggenhausen (død 1694) og Lucia Justina von Donop (1647-1727). I Pommern havde Schack arvet Stolzenburg med flere godser, og for tjenester, han havde ydet Vilhelm III af Oranien, havde denne forlenet ham med en præbende som domprovst i Utrecht.